# Ahmameren
De Ahmameren (Zweeds: Ahmajävret) is de aanduiding van een tweetal meren binnen de Zweedse gemeente Kiruna. De meren liggen in het bos en wateren af via de Ahmarivier, die door middel van een moeras verbinding heeft met de meren.
Het Ahmameer maakt geen deel uit van dit tweetal, het ligt in de gemeente Pajala. 
Afwatering: Ahmameren → Ahmarivier → Kelorivier → Torne → Botnische Golf